# Wright T-3 Tornado
Le Wright T-3 Tornado (référence USAF Wright V-1950) est un moteur d'avion américain à piston doté de 12 cylindres à refroidissement liquide, conçu au début des années 1920 .

## Conception et développement
Le T-3 est le troisième des moteurs de la série "T" (Tornado) développé par Wright Aéronautique sur les lignes de la Wright-Hisso. Ce moteur fut fabriqué au cours de la Première Guerre mondiale à l'aide de blocs cylindres monobloc avec commande par engrenage et arbre à cames en tête.
Le T-1 de 1921 avait une puissance de 500 ch (373 kW).
Le T-2 entra en production en 1922, avec une augmentation de la puissance à 525 ch (391 kW).
Les T-3 et T-3A apparurent à partir de 1923, produisant 600 ch (447 kW) en fin de développement.
Le T-4, quant à lui produisait 675 ch (503 kW) en décembre 1923.
Wright tenta de construire une version de course du T évalué à 700 ch (522 kW) pour rivaliser avec le Curtiss D-12, mais le projet n'aboutit pas .

## Applications
- Curtiss CS
- Martin SC
- Martin T2M
- Martin T3M
- Navy-Wright NW
- Wright F2W
- Dayton-Wright XO-3